# ユ・スンジュン
ユ・スンジュン（朝鮮語：유승준、中国語：劉承俊、1976年12月15日 - ）は、アメリカ国籍の歌手、ダンサー、俳優。
英語名は、スティーブ・ユ（Steve Sueng Jun Yoo）。身長175cm。1997年のデビュー。
韓国で最も人気のあるK-POPアイドルであったが、入営期限直前の2002年にアメリカ合衆国の市民権を取得し兵役逃れとして告発された。その後韓国への入国を禁止された。2003年に特例で入国を認められた以外、韓国へ入国できない状態が続いている。現在は、中国で俳優として活動。
兵役義務が解除される38歳になった2015年、駐ロサンゼルス総領事館に在外同胞ビザ（F-4）申請したが、発給が拒否されたため韓国の裁判所に訴え、2020年に最高裁で勝訴判決が確定しているが、それとは別に、出入国行政を管轄する法務部が入国禁止を解除していないため、仮にビザが発給されたとしても依然として入国できない。

## ディスコグラフィー

### アルバム
| タイトル                                                                      | 発売日              | ランキング順 | 販売          |
| タイトル                                                                      | 発売日              | KOR          | 販売          |
| ----------------------------------------------------------------------------- | ------------------- | ------------ | ------------- |
| ウエスト・サイド West Side                                                    | 1997年3月3日        | N/A*         | KOR: 800,000+ |
| フォル・セール For Sale                                                       | 1998年4月29日       | 2            | KOR: 796,412+ |
| 今しかない Now Or Never                                                       | 1999年4月15日       | 1            | KOR: 825,569+ |
| 何度も何度も Over And Over                                                    | 1999 年 12 月 10 日 | 1            | KOR: 530,674+ |
| サミット・リバイバル Summit Revival                                           | 2000年11月24日      | 3            | KOR: 414,615+ |
| インフィニティ Infinity                                                       | 2001年8月31日       | 2            | KOR: 243,119+ |
| YSJの復活 Rebirth of YSJ                                                      | 2007年9月18日       | —            | N/A           |
| *Chart positions not available prior to 1998 "—" denotes album did not chart. |                     |              |               |

### 延長プレー
| タイトル           | 発売日        | ランキング順 | 販売 |
| タイトル           | 発売日        | KOR          | 販売 |
| ------------------ | ------------- | ------------ | ---- |
| 別の日 Another Day | 2019年1月18日 | —            | —    |

### コンピレーション
- 98 Live Album (1998)
- New Release + English Version (1999)
- All That Yoo Seung Jun (1999)
- Gold Techno Remix (2000)
- Hidden Story (2001)
- Best & J Duet Collection (2001)
- Yoo Seung Jun 2002 Live (2002)

## フィルモグラフィー

### 映画
- ラスト・ソルジャー（2010年）- ウェン太子
- （Scheme With Me）（2012年）
- ライジング・ドラゴン（2012年）- 海賊長
- ファイティング・タイガー（2013年）
- キング・オブ・ヴァジュラ 金剛王（2013年）- 倉重大輔
- （Long's Story）（2014年）
- （The Break-Up Artist）（2014年）
- ドラゴン・ブレイド（2015年）- クーガー（山豹）
- （Taste of Love）（2015年）
- （Crazy Fist）（2017年）
- （Romantic Warrior）（2017年）
- （Invictus Basketball）（2017年）
- （Blade Master Li Bai）（2019年）

### テレビドラマ
- 岳飛伝 THE LAST HERO（精忠岳飛）（2013年） - 金兀朮
- 成化十四年〜都に咲く秘密〜（2020年） - 賈逵